# 보통의 연애
《보통의 연애》는 2012년 2월 29일부터 2012년 3월 8일까지 방영된 KBS 한국방송공사 수목 미니시리즈이다. 원래 KBS 드라마 스페셜 연작 시리즈 시즌2의 네 번째 작품으로 기획되었으나 수목 미니시리즈의 편성 기획 문제로 급히 편성되어 방영되었다.
이 드라마는 전주한옥마을 내에 있는 관광안내소를 중심으로 전주 여러 곳에서 촬영을 했으며, 자극 없이 담담하게 풀어가는 드라마와 전주의 조용하고 옛스러운 풍경과 어울러져 아름다운 영상을 담아냈다. 뛰어난 영상미와 안정감 있는 연기로 호평받았다. 악연으로 엮인 두 남녀가 만나서 남들처럼 ‘보통의 연애’를 하고 싶지만 그럴 수 없는 그들의 사랑을 담은 미스터리 감성멜로극이다.
한편, 당초 〈멜로 드라마〉란 제목이었으나 〈보통의 연애〉를 제목으로 확정한 뒤에야 남녀 주인공의 캐릭터가 완성되기도 했다.

## 줄거리
윤혜는 범죄자의 가족이란 낙인이 찍힌 채 항상 주위의 곁눈질을 느끼며 살아가고 있다. 재광은 기대를 한몸에 받던 형 재민의 죽음으로 좋을 것도 싫을 것도 없는 무미건조한 삶을 살아가고 있다. 재광은 엄마의 성화에 못이겨 형을 죽게 한 수배자 주평의 소재를 파악하기 위해 그의 딸 윤혜에게 접근한다.

## 등장 인물

### 주요 인물
- 연우진 : 한재광 역 (아역 조윤우)

여행서 작가. 형의 죽음으로 인해 삶에서 한발짝 떨어져서 좋을 것도 싫을 것도 없이 살아가는 남자다.
- 유다인 : 김윤혜 역 (아역 문가영)

관광안내소 직원. 아버지가 살인용의자가 되면서부터 모든 삶이 꼬여버린 여자다.

### 주변 인물
- 김미경 : 신여사 역

재광의 어머니. 귀하고 귀한 아들의 죽음으로 인해 자신의 삶도 끝나버린 여자다.
- 이주실 : 윤혜 친할머니 역

아들이 잘못한 일 때문에 자기가 지은 죄처럼 고개숙이고 사는 여자다.
- 이성민 : 김주평 역

윤혜의 아버지. 살인용의자로 도망다니는 남자다.
- 최민 : 권대웅 역

카센터 사장. 은혜를 사랑하는 남자다.
- 송민지 : 주상아 역

재광의 여행서 출판사 사진부 팀장. 유부녀이지만 재광을 좋아하며 재광과 다소 불륜 관계를 맺고 있고 있음. 재광에게 "나 이혼할까?" 라고 질문하는 등 재광의 마음을 떠본다.
- 신동미 : 경자 언니 역

미스터리가 있는 카페의 여주인
- 김영재 : 강목수 역

미스터리한 예술가
- 권율[3] : 한재민 역

재광의 형. 잘생기고 공부도 잘하고 착하기까지 한 '엄친아'. 7년 전 사법시험에 합격 후 낯선 곳에서 죽은 남자다.

### 그 외 인물
- 박혜진 : 권대웅의 어머니 역
- 오용 : 관광안내소 팀장 역
- 이지하 : 유광미 역 - 관광안내원
- 주명철 : 강 형사 역
- 김경룡 : 신부 역
- 장예원
- 최교식 : 동네주민 역
- 선우철 : 동네주민 역
- 김선녀 : 관광하러 온 여자 역
- 박규점 : 윤혜 첫사랑의 아버지 역
- 권정은 : 윤혜 첫사랑과 결혼하는 여자 역
- 홍재성 : 경찰 역
- 오희준 : 정비소 직원 역
- 박진수
- 길금성
- 인성호 : 김주평과 함께 머무는 남자 역
- 김성훈 : 의사 역

### 아역
- 윤희수

## 수상 경력
- 2012년 KBS 연기대상 남자 연작·단막극상 연작부문 - 연우진
- 2012년 KBS 연기대상 여자 연작·단막극상 연작부문 - 유다인